# Corba de radi variable

L'espiral d'Euler (vermell), és un exemple d'una corba de radi variable entre una línia recta blava i un arc circular, en verd.

Una corba de radi variable o corba de transició, és una corba calculada matemàticament per a una secció de carretera o d'una via de ferrocarril, on una alineació recta canvia a una corba circular, formant una espiral. En el pla (és a dir, vist des de dalt), l'inici de la transició de la corba horitzontal té un radi infinit i al final de la transició té el mateix radi que la corba, formant així una espiral molt àmplia. Al mateix temps, en el pla transversal, l'exterior de la corba es va elevant gradualment fins que s'aconsegueix el grau correcte d'inclinació.

## Finalitat

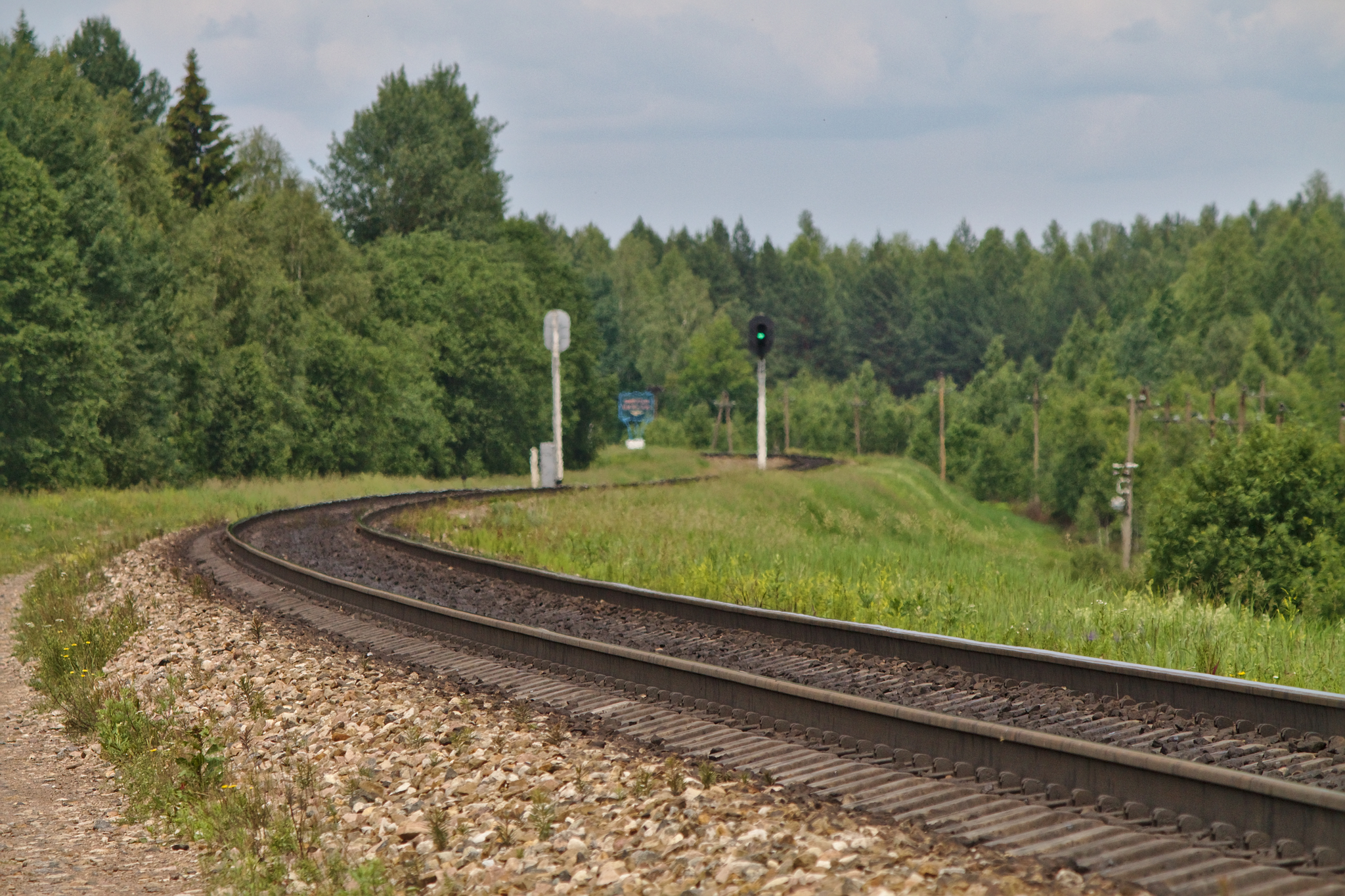
Corba en una via de ferrocarril

La corba de transició està dissenyada per tal d'evitar canvis bruscos en l'acceleració lateral (o centrípeta) conseqüència del sobtat canvi de curvatura de la trajectòria amb una força transversal canviant que, de cop i volta, actua sobre el vehicle.
D'altra banda, també forma part del disseny de la corba, la tasca de calcular el pendent del bisellat gradual del carril, és a dir, l'aixecament de la vora exterior del perfil de la corba, formant un pendent cap a l'interior que compensa l'efecte d'acceleració soferta pels vehicles en moviment tot seguint la corba.
Especialment importants són les corbes de transició d'alta velocitat, emprades en la construcció d'una via fèrria de petit radi, on hi circula material rodant pesat, (per exemple les locomotores, en una llarga corba en doble S).

## Teoria de la corba de transició
La corba de transició es calcula evitant la discontinuïtat del radi. L'eina teòrica utilitzada per aquest propòsit està constituïda per espirals Euler, és a dir, aquelles corbes en què la curvatura és una funció lineal de la longitud de l'arc: un exemple molt comú és el proporcionat per la clotoide, encara que en la pràctica, també s'estan utilitzant altres corbes que són aproximacions empíriques o interpolacions de les espirals veritables.
D'acord amb l'abans dit, les corbes de transició més utilitzades són les següents:
- Clotoide - és una funció de la variable curvatura, que augmenta linealment en proporció a la distància recorreguda. És la corba més utilitzada, l'estàndard per als Ferrocarrils russos i d'altres països ex-URSS .
- Paràbola cúbica - s'utilitza de vegades per a la trams de carretera no-crítics sent els càlculs molt més senzills.
- Lemniscata
- Cardioide - té certs avantatges sobre la clotoide, tenint en compte la frenada del vehicle en un revolt.
- Wiener Bogen.- millor que la resta, està enfocada cap a la dinàmica del vehicle que hi circula.[3] En particular, abans de passar cap el costat oposat de la corba hi ha un augment del pendent en el centre de masses del vehicle, que s'eleva sobre la carretera, i entra en la corba en la millor situació possible. Emprada en els Ferrocarrils austríacs.[4]

### Càlcul
El valor f (interconnexió o ponteig) es calcula utilitzant la fórmula (aproximada, prou exacte):
{\displaystyle f\approx {\frac {l_{\mathrm {u} }^{2}}{24\cdot r}}} (Paràbola cúbica)
{\displaystyle f\approx {\frac {l_{\mathrm {u} }^{2}}{48\cdot r}}} (Grau parabòlic 4)
On: 
{\displaystyle l_{\mathrm {u} }} és la longitud de la corba de transició en metres
r és el radi de l'arc circular en metres.